# Stratford (Ontario)
Stratford è una città del Canada situata nella regione meridionale della provincia dell'Ontario. Al censimento del 2006 possedeva una popolazione di 30 461 abitanti. La città è capoluogo della contea di Perth.

## Storia
Il primo insediamento venne costruito nel 1832.